# 陳玉 (弘治庚戌進士)
陳玉（1467年—？），字德輝，河南衛輝府輝縣人，民籍，明朝政治人物。

## 生平
河南鄉試第八名舉人。弘治三年（1490年）中式庚戌科會試第一百九十九名，三甲第一百六十八名進士。

## 家族
曾祖陳貴；祖父陳英；父陳俊，母校氏。具庆下。弟陳珏。